# Arquitetura de Almati

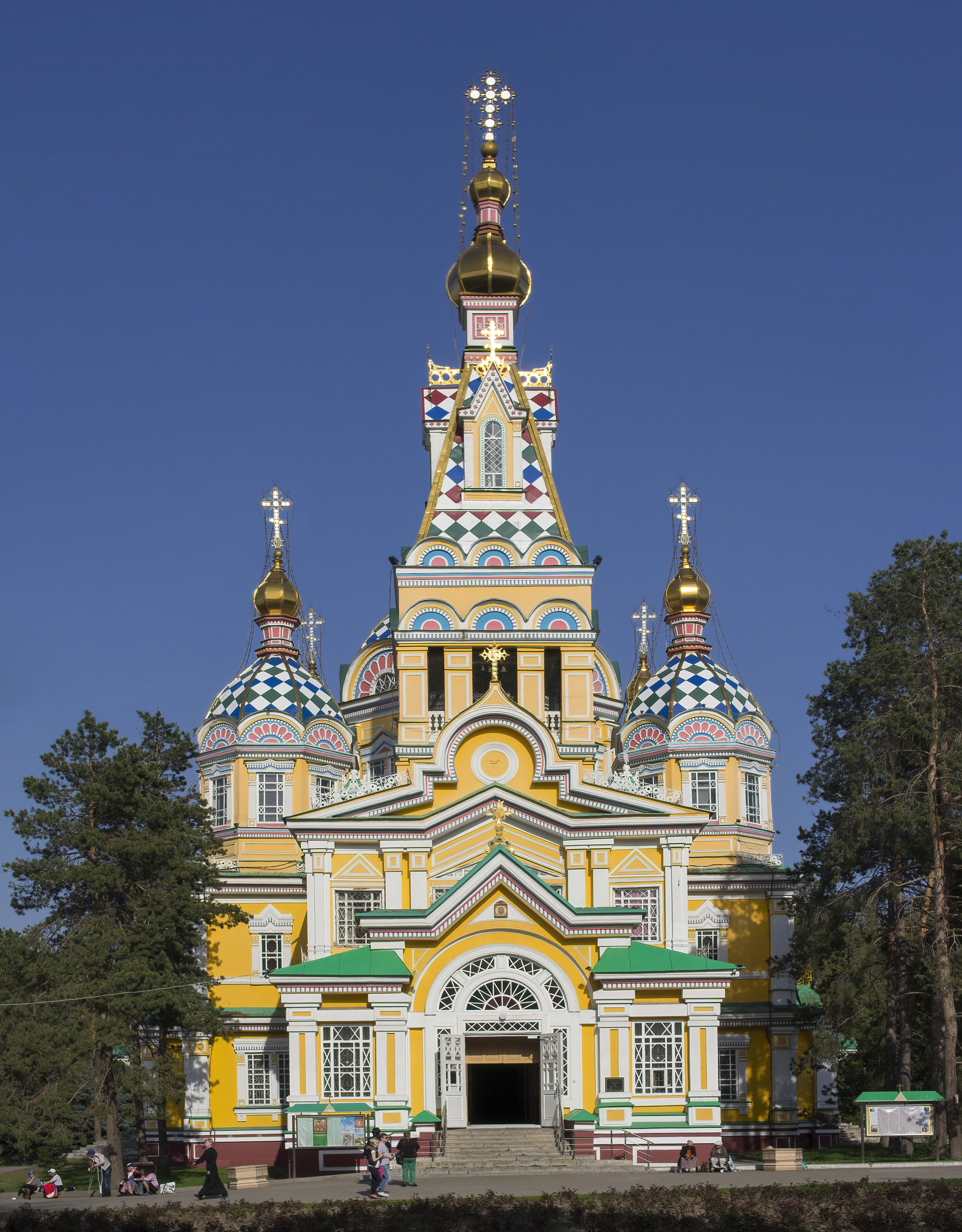
A Catedral da Ascensão, uma catedral ortodoxa russa do século XIX localizada no Parque Panfilov, é o quarto edifício de madeira mais alto do mundo.

A cidade de Almati (Cazaquistão) tem exemplos notáveis de arquitetura, particularmente do período do século XIX. Estes incluem projetos característicos em estilo neorrusso de grandes arquitetos, incluindo Andrei Pavlovich Zenkov, Paul Gourdet e outros. Almati é referida como "a cidade jardim" por conta de suas plantações verdes. Durante o século XIX, um grande número de teatros, museus e casas de apartamentos foram construídos. Os apartamentos da cidade são chamados de "Khrushchyovka" e "Stalinka", devido às peculiaridades das abordagens arquitetônicas em sua construção.

## História
Em 28 de maio de 1887, um grande terremoto destruiu 1798 casas de tijolos e matou 322 pessoas. Após o terremoto, vários edifícios notáveis foram construídos, incluindo a Casa do Regimento da Assembleia Militar, a Catedral, a Casa da Assembleia Pública e outros.
Em 1896, o edifício Kyzyl Tan foi encomendado pelo comerciante Verny Iskhak Gabdulvaliev. O edifício é atualmente muito conhecido no Cazaquistão. Localizada na Zhibek Zholy Avenue, sua estrutura é composta por cornijas de madeira rendadas, colunas ilustradas nos frontões e cobertura escamosa da cúpula coroada por uma pequena torre. Sua construção foi concluída em 1912. O edifício foi projetado pelo arquiteto Paul Gourdet, que é creditado pela maior parte da arquitetura urbana de Almati da época. Sua abordagem à arquitetura envolveu um estilo “novo-russo”, que é evidente em alguns de seus projetos, incluindo o Colégio Médico, a Catedral Voznesensky, a casa do comerciante Shakhvorostov, o antigo Colégio da Mulher, o antigo Orfanato da Cidade e vários outros edifícios.
Andrei Pavlovich Zenkov é outro proeminente arquiteto e colaborador importante de alguns dos edifícios mais notáveis de Almati. Ele é creditado por construir a Catedral da Ascensão, a Casa de Gabdulvaliev (Tulebayev-Pasteur), a casa da igreja (no lado norte da Catedral). Ele também é creditado por redesenhar o Ginásio dos Homens de Verny depois que ele foi destruído pelo terremoto de 1887. Na época, Zenkov estava encarregado dos projetos de construção do governo regional Semirechye. Ele desenvolveu as extensões de madeira do edifício. O professor de arquitetura VA Nilsen observou que "... sua arquitetura difere do original de Tashkent usando fachadas de estuque com um desenho mais sutil de detalhes realizado sob a orientação do arquiteto Gourde".